# Ligne 5 du T Zen

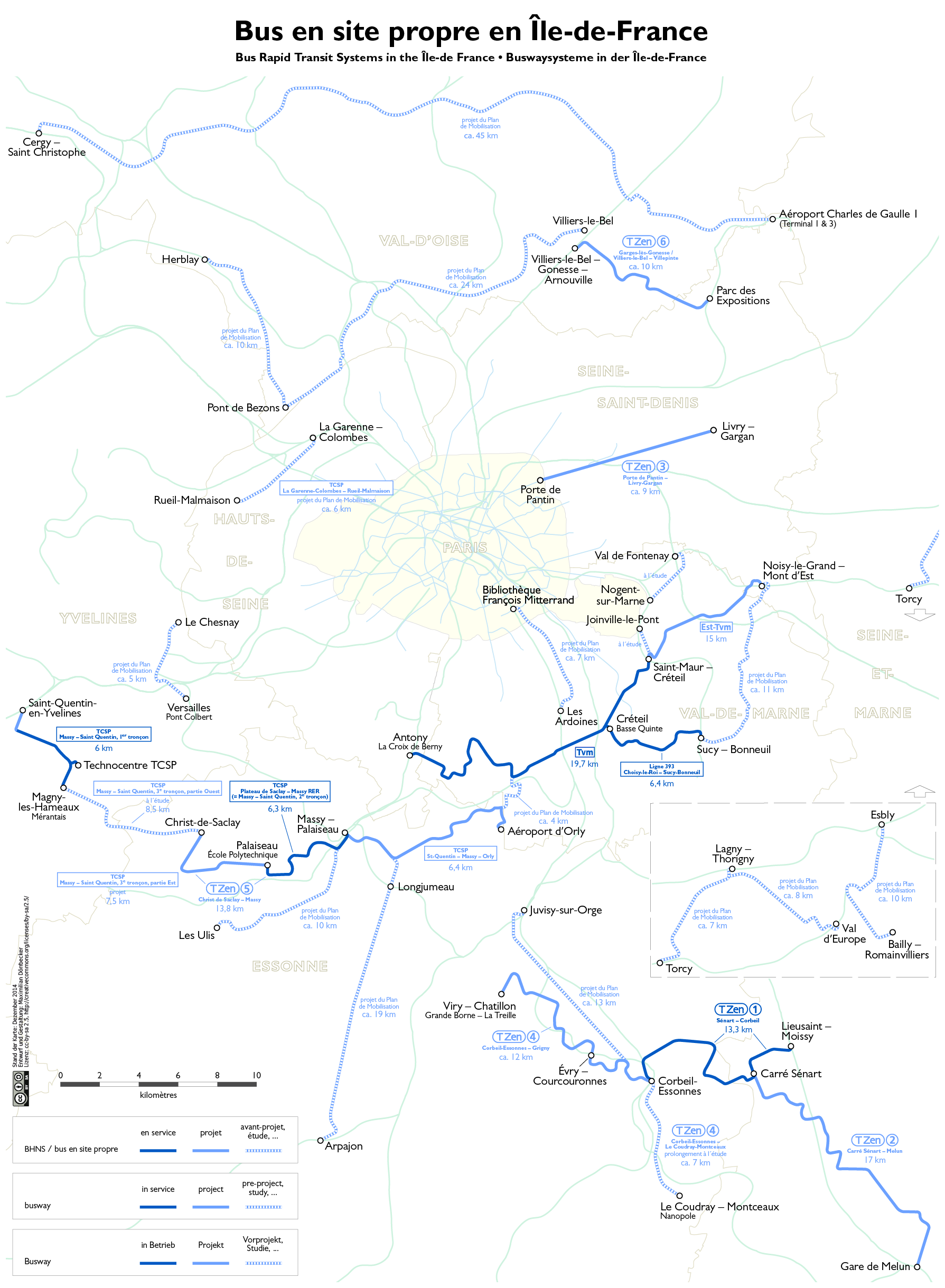
Le futur réseau de BHNS (la ligne 5 du T Zen est tracée, sur le plan, selon l'hypothèse de septembre 2010 ; depuis 2011, la ligne 5 du T Zen correspond au « TCSP - RN 305 » depuis la porte de Choisy).

La ligne 5 du T Zen est un projet de bus en site propre qui vise à relier Bibliothèque François-Mitterrand à la gare de Choisy-le-Roi.

Plan de la ligne en 2020.

## Le projet

### Présentation
La ligne 5 du T Zen constituera une alternative au RER C, tout en facilitant les correspondances. Il facilitera également l’accès au T3a, à la ligne 14 du métro de Paris et aux lignes de bus avoisinantes. Elle présentera la particularité de proposer une partie de son trajet dans Paris, facteur de développement et d’attractivité important pour le secteur de Seine Amont Nord. Elle reliera ses deux terminus extrêmes en 30 minutes environ.

### Histoire
- 22 septembre 2010 : présentation par Jean-Paul Huchon, président du conseil régional et du STIF, à l'occasion de la visite du chantier de la première ligne, de la ligne T Zen 5 comme devant relier la gare RER TGV de Massy - Palaiseau au Christ-de-Saclay[2] ;
- 8 juin 2011 : présentation du réseau T Zen d’Île-de-France. La ligne T Zen 5 est désormais présentée comme devant relier la gare parisienne de Bibliothèque François-Mitterrand à celle des Ardoines[3].
- 6 juillet 2011 : présentation de la ligne 5 comme reliant la Bibliothèque François-Mitterrand à la gare de Choisy-le-Roi[1].

### Calendrier
- septembre 2011 : début des études
- 21 mai au 30 juin 2013 : concertation préalable[4],[5]
- 2014 : approbation du schéma de principe[4]
- 30 mai au 30 juin 2016 : enquête publique[6]
- 2015-2020 : travaux préliminaires[7]
- 2023 : début des travaux

### Coût du projet
Le montant prévisionnel des études et de la concertation préalable est de 2,7 millions d'euros hors taxes, financé à hauteur de 70 % par la région Île-de-France et de 30 % par le département du Val-de-Marne.
Le coût des travaux d’infrastructures est de 117 millions d’euros hors taxes.

## Tracé et stations

### Tracé
Cette ligne dont le tracé est à l’étude présente la particularité de proposer une partie de son trajet dans Paris intramuros. Elle desservirait Ivry-sur-Seine en passant par la place Léon-Gambetta et la gare des Ardoines, futur pôle d’échange multimodal important du secteur.

### Liste des stations
La ligne 5 du T Zen desservirait une vingtaine de stations. Leur emplacement n'est pas encore fixé de façon précise. D'après les documents diffusés par le Syndicat des transports d'Île-de-France (STIF) à l'occasion de la concertation publique du 21 mai au 30 juin 2013, elles porteraient les noms suivants :
|  |   |  | Station                            | Zone | Commune         | Correspondances                                                                      |
|  | - |  | ---------------------------------- | ---- | --------------- | ------------------------------------------------------------------------------------ |
|  | ■ |  | Grands Moulins                     | 1    | Paris 13e       | (à Bibliothèque François-Mitterrand) (à Bibliothèque François-Mitterrand) envisagé : |
|  | • |  | Porte de France                    | 1    | Paris 13e       | envisagé :                                                                           |
|  | • |  | Bruneseau - Marcel Boyer           | 2    | Ivry-sur-Seine  |                                                                                      |
|  | • |  | Victor Hugo                        | 2    | Ivry-sur-Seine  |                                                                                      |
|  | • |  | Paul Vaillant-Couturier - Vanzuppe | 2    | Ivry-sur-Seine  |                                                                                      |
|  | • |  | Paul Vaillant-Couturier - Lénine   | 2    | Ivry-sur-Seine  |                                                                                      |
|  | • |  | Gambetta                           | 2    | Ivry-sur-Seine  | envisagé :                                                                           |
|  | • |  | Maurice Gunsbourg                  | 3    | Ivry-sur-Seine  |                                                                                      |
|  | • |  | Aquafutura (optionnelle)           | 3    | Ivry-sur-Seine  |                                                                                      |
|  | • |  | Baignade                           | 3    | Ivry-sur-Seine  |                                                                                      |
|  | • |  | Port à l'Anglais                   | 3    | Vitry-sur-Seine |                                                                                      |
|  | • |  | Waldeck-Rousseau (optionnelle)     | 3    | Vitry-sur-Seine |                                                                                      |
|  | • |  | Berthie Albrecht                   | 3    | Vitry-sur-Seine |                                                                                      |
|  | • |  | Salvador Allende                   | 3    | Vitry-sur-Seine |                                                                                      |
|  | • |  | Ardoines Centre                    | 3    | Vitry-sur-Seine |                                                                                      |
|  | • |  | Les Fusillés                       | 3    | Vitry-sur-Seine |                                                                                      |
|  | • |  | Grande Halle                       | 3    | Vitry-sur-Seine |                                                                                      |
|  | • |  | Les Ardoines RER                   | 3    | Vitry-sur-Seine | en construction : envisagé :                                                         |
|  | • |  | Voltaire                           | 3    | Vitry-sur-Seine |                                                                                      |
|  | • |  | Échangeur A86 (optionnelle)        | 3    | Vitry-sur-Seine |                                                                                      |
|  | • |  | Docteur Roux                       | 3    | Choisy-le-Roi   |                                                                                      |
|  | ■ |  | Régnier - Marcailloux              | 3    | Choisy-le-Roi   | (à distance) Tvm 393                                                                 |

(Les stations en gras serviront de départ ou de terminus à certaines missions.
Attention, tous les noms de stations, précédemment énoncés, ne sont pas forcément définitifs. De ce fait, ils peuvent encore être modifiés d’ici la mise en service de la ligne.)

### Ateliers
Le centre opérationnel bus devrait être situé à Choisy-le-Roi, proche du terminus sud, sur la parcelle « Graveleau », juste sous l'autoroute A86, côté ouest de l'avenue du Lugo.

## Exploitation
L'exploitation de la ligne 5 du T Zen est susceptible d'être mise en appel d'offres par le Syndicat des transports d'Île-de-France (STIF). Mais la CGT-RATP conteste fortement toute idée de mise en appel d'offres dans la mesure où il s'agit d'une part d'une fusion de trois portions de lignes RATP existantes (lignes 325, 180 et 182) et où d'autre part l'entreprise publique conserve l'exploitation de ses lignes de bus jusqu'au 31 décembre 2024 aux termes de l'article 5 de la loi no 2009-1503 du 8 décembre 2009 relative à l'organisation et à la régulation des transports ferroviaires et portant diverses dispositions relatives aux transports.

### Matériel roulant
Le matériel devrait être constitué de bus électriques bi-articulés, fournis par le groupement VanHool/Alstom.

### Tarification et financement

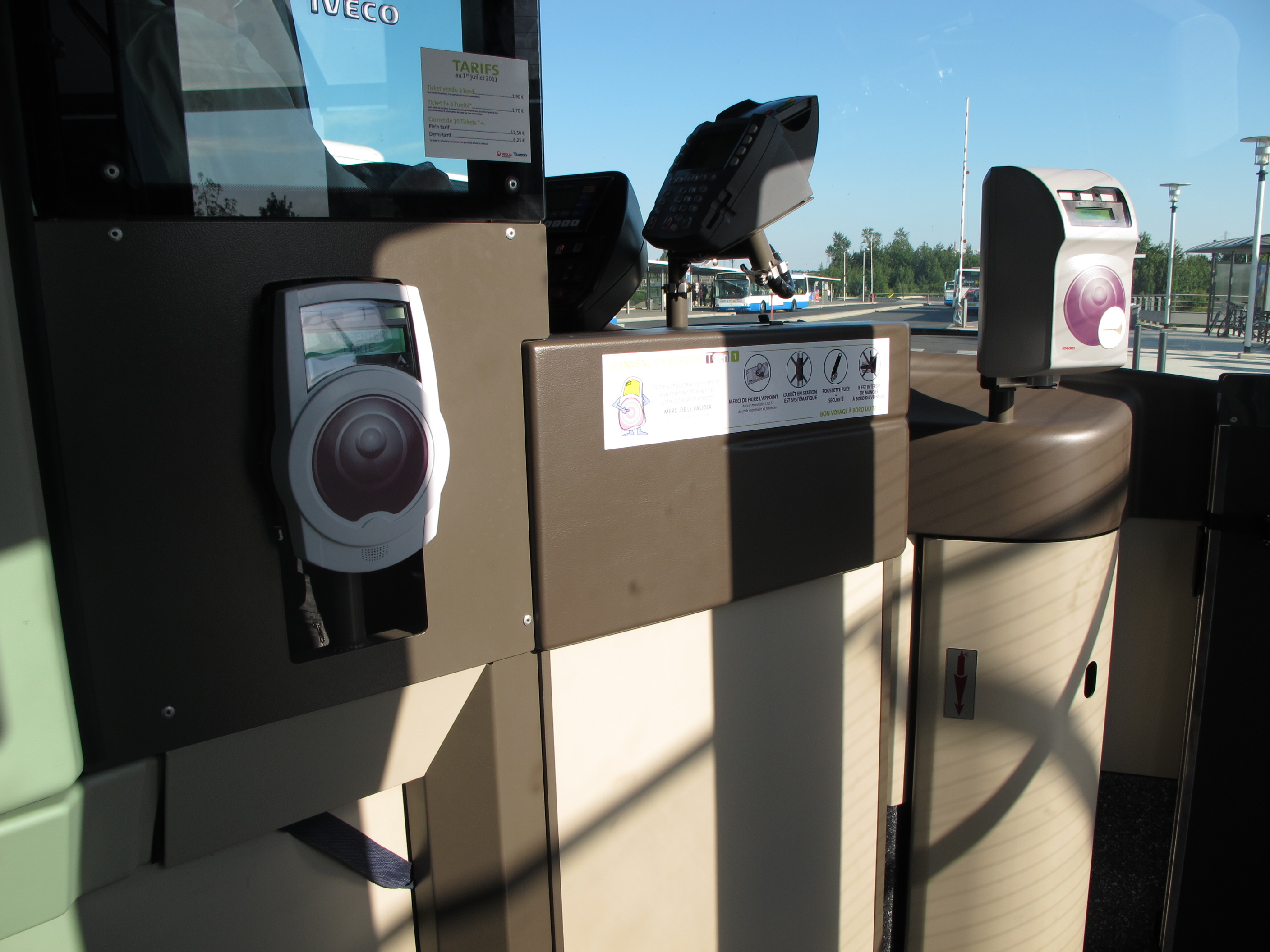
Validateurs pour passes Navigo (à gauche) et pour tickets carton (à droite) présents dans les bus et tramway.

La tarification des lignes T Zen est identique à celle de tous les réseaux de bus franciliens et accessibles avec les mêmes abonnements. Un ticket « bus-tram », qui remplace le ticket t+ au 1er janvier 2025, permet un trajet simple quelle que soit la distance, avec une ou plusieurs correspondances possibles avec les autres lignes de bus et de tramway pendant une durée maximale de 1 h 30 entre la première et dernière validation. En revanche, un ticket validé dans un bus ne permet pas d'emprunter le métro, ni le Transilien et le RER.
Le financement du fonctionnement des lignes (entretien, matériel et charges de personnel) est assuré par les exploitants des lignes. Cependant, les tarifs des billets et abonnements dont le montant est limité par décision politique ne couvrent pas les frais réels de transport. Le manque à gagner est compensé par l'autorité organisatrice, Île-de-France Mobilités, présidée depuis 2005 par le président du conseil régional d'Île-de-France et composé d'élus locaux. Elle définit les conditions générales d'exploitation ainsi que la durée et la fréquence des services. L'équilibre financier du fonctionnement est assuré par une dotation globale annuelle aux transporteurs de la région grâce au versement mobilité payé par les entreprises et aux contributions des collectivités publiques.